# جون هانسون توماس جيروم
جون هانسون توماس جيروم (بالإنجليزية: John Hanson Thomas Jerome)‏ هو سياسي أمريكي، ولد في 1816، وتوفي في 25 يناير 1863.